# Ma Kwang-soo
Ma Kwang-soo, Hangul:마광수, hanja:馬光洙, (Seúl, Corea del Sur; 14 de abril de 1951-5 de septiembre de 2017) fue un profesor universitario, novelista, escritor y periodista surcoreano.

## Obra
Es conocido por sus obras de novela erótica, entre las que se encuentra Juegos de la imaginación.